# Marlena Granaszewska
Marlena Granaszewska (* 8. Juni 1998 in Białystok als Marlena Gola) ist eine polnische Sprinterin, sie ist spezialisiert auf 100 Meter und 200-Meter-Lauf, sie ist besonders erfolgreich in den Sprintstaffeln ist.

## Sportliche Laufbahn
Im Erwachsenenbereich sicherte sich Marlena Granaszewska ihre erste internationale Medaille bei den U23-Europameisterschaften 2019 in Gävle. Als Schlussläuferin der polnischen Staffel um Klaudia Siciarz, Martyna Kotwiła und Ewa Swoboda erreichte sie den dritten Rang hinter den Mannschaften aus der Deutschland und Frankreich. Bei den World Athletics Relays 2021 im heimischen Chorzów siegte sie in der 4-mal-200-Meter-Staffel mit neuem Landesrekord von 1:34,98 min. 2023 gewann sie bei den World University Games in Chengdu in 23,20 s die Silbermedaille im 200-Meter-Lauf hinter ihrer Landsfrau Nikola Horowska und gewann in der 4-mal-100-Meter-Staffel in 44,20 s die Silbermedaille hinter dem chinesischen Team. Zudem kam sie in der 4-mal-400-Meter-Staffel im Vorlauf zum Einsatz und trug damit zum Gewinn der Goldmedaille bei. Im Jahr darauf kam sie bei den Europameisterschaften in Rom mit 23,53 s nicht über die erste Runde über 200 Meter hinaus.
In den Jahren von 2019 bis 2021 wurde Gola Polnische Meisterin im 200-Meter-Lauf im Freien sowie 2020 auch in der Halle.

## Persönliche Bestzeiten
- 100 Meter: 11,48 s (+1,7 m/s), 22. Mai 2021 in Bielsko-Biała
  - 60 Meter (Halle): 7,48 s, 29. Februar 2020 in Toruń
- 200 Meter: 23,20 s (+0,6 m/s), 4. August 2023 in Chengdu
  - 200 Meter (Halle): 23,58 s, 19. Februar 2023 in Toruń
- 400 Meter: 53,83 s, 4. Juni 2023 in Chorzów
  - 400 Meter (Halle): 54,54 s, 17. Februar 2024 in Toruń